# Szútra
A szútra (szanszkrit: सूत्र, páli: szutta, magadhi prakrit: szúja) a hinduizmusban és a buddhizmusban manuálé vagy egyéb szöveges formátumú aforizma vagy aforizma-gyűjtemény.  Szó szerint fonalat vagy dolgokat összekötő vonalat jelent. A szó a sziv igegyökből származik, melynek jelentése varrni.  A "szútra" szót feltehetően szó szerint értelmezték ezeknél a szövegeknél, ugyanis azokat összevarrt pálmalevelekre írták. Ebben különböznek a még korábbi védáknál, amelyeket csupán emlékezetükbe vésve őrizték meg, nem kerültek leírásra. Gyakran a szútrákból álló nagyobb műveket is szútrának nevezik, ilyen például a Jóga-szútra vagy a Káma-szútra. A legkorábbi szútrák a szertartások (kalpa) leírásai, ilyenek a Rigvéda, a Számavéda, a Jadzsurvéda és az Atharvavéda mindegyikében találhatók. Ezek modern tárgyalását lásd például Frits Staal munkáiban. Az Upanisadok korszakának kiemelkedő munkája a Brahma-szútra (Védánta szútra).
Az ősi indiai irodalomban a szútra egy jellegzetes irodalmi megfogalmazást jelentett, amely rövid aforizmákra épült, általában különféle szakszavak használatával. Ezt az irodalmi stílust rövidre tervezték, hogy a tanulók könnyen meg tudják tanulni. Mivel minden sora tele volt zsúfolva tartalommal, idővel kialakult egy másik irodalmi forma, amelyben szövegmagyarázatok (szanszkrit: bhásja) is helyet kaptak, hogy elmagyarázzák a szútrákat.
A buddhizmusban a szútrák leginkább kanonikus szövegekre vonatkoznak, amelyek közül sokat magának a történelmi Buddhának tulajdonítanak. Ezeket a Tripitaka egyik fő gyűjteménye, a Szutta-pitaka tartalmazza. Léteznek olyan buddhista szútrák is, mint például a Platform-szútra, amelyek jóval később keletkeztek.